# Зерриншехр
Зерринше́хр или Кале́-Риз (перс. زرین‌شهر‎) — город в центральном Иране, в провинции Исфахан. Административный центр шахрестана Ленджан.

## География
Город находится в юго-западной части Исфахана, в гористой местности центрального Загроса, на левом берегу реки Заянде. Абсолютная высота — 1676 метров над уровнем моря.
Зерриншехр расположен на расстоянии приблизительно 32 километров к юго-западу от Исфахана, административного центра провинции и на расстоянии 357 километров к югу от Тегерана, столицы страны. В трёх километрах к югу от города расположен аэропорт (ICAO: OIFV).

## Население
По данным переписи, на 2006 год население составляло 55 984 человека.
| 1986   | 1991   | 1996   | 2006   | 2012   |
| ------ | ------ | ------ | ------ | ------ |
| 42 356 | 48 096 | 50 837 | 55 984 | 58 567 |

## Экономика
В городе расположен сталелитейный завод «Исфахан Стил Компани», построенный в 1960-70-х годах при участии СССР, и являющимся одним из крупнейших в регионе. На заводе трудятся более 10 тысяч человек, работающих неполный рабочий день, и 8 тысяч, занятых полностью.